# Minas Morgul
Minas Morgul — второй студийный альбом австрийской атмосферик-блэк-метал-группы Summoning, выпущенный 16 октября 1995 года на лейбле Napalm Records.

## Отзывы критиков
Альбом получил неоднозначные отзывы от музыкальных критиков. Рецензент metal1.info назвал альбом «плохим» из-за однообразности и длительности треков: «Какой бы приятной ни была мелодия, которую придумали эти господа, она просто не может держать меня в настроении как слушателя более двух с половиной минут». Мирн из metal.de пишет: «двум австрийцам удалось создать слаженную, очень своеобразную, прямо-таки будоражащую вещь».

## Список композиций
| №                   | Название                           | Длительность |
| ------------------- | ---------------------------------- | ------------ |
| 1.                  | «Soul Wandering» (инструментал)    | 2:33         |
| 2.                  | «Lugburz»                          | 7:14         |
| 3.                  | «The Passing of the Grey Company»  | 9:16         |
| 4.                  | «Morthond»                         | 6:44         |
| 5.                  | «Marching Homewards»               | 8:11         |
| 6.                  | «Orthanc» (инструментал)           | 1:40         |
| 7.                  | «Ungolianth»                       | 6:36         |
| 8.                  | «Dagor Bragollach»                 | 5:06         |
| 9.                  | «Through the Forest of Dol Guldur» | 4:46         |
| 10.                 | «The Legend of the Master-Ring»    | 5:28         |
| 11.                 | «Dor Daedeloth»                    | 10:16        |
| Общая длительность: | Общая длительность:                | 67:52        |

## Участники записи
- Protector — вокал, гитара, клавишные
- Silenius — бас-гитара, клавишные, вокал